# Страстной монастырь
Страстно́й монастырь — московский женский монастырь, основанный в 1654 году в Земляном городе у ворот Белого города в Москве. С 1919 года в монастыре размещались различные организации, включая Центральный антирелигиозный музей Союза безбожников СССР. В 1937 году все постройки обители снесли. На месте разрушенного Страстного монастыря стоит памятник Александру Пушкину.

## История

### Строительство
Московский Страстной монастырь был назван в честь Страстной иконы Божией Матери. По преданию, благодаря ей вылечилась женщина в Нижнем Новгороде. После исцеления по приказу Михаила Фёдоровича Романова в 1641 году икону привезли в Москву из нижнегородского имения князя Лыкова — села Палицы. Её торжественно встретили у Тверских ворот Белого города. В 1646 году на месте встречи был построен пятиглавый храм с вызолоченными железными крестами, в который поместили чудотворную икону. Строительство церкви закончили уже при Алексее Михайловиче.
В 1654 году при храме устроили женский монастырь, вокруг которого возвели ограду с башнями. В ансамбль входила и построенная рядом в 1652 году церковь Рождества Богородицы в Путинках. В 1692 году на территории монастыря была установлена надвратная колокольня. На 1701 год в монастыре значилось 54 деревянные кельи.
При пожаре 1778 года сгорели соборный храм и несколько келий. Удалось спасти чудотворную Страстную икону Богоматери, Боголюбскую икону Богоматери и икону святого мученика Иоанна Воина. Благодаря пожертвованию Екатерины II храм был восстановлен. В 1779 году его освятил архиепископ Платон.

### Использование
Во время нашествия французской армии в 1812 году у ворот монастыря расстреляли десять человек. Его церкви подверглись разорению: часть имущества удалось сохранить в ризнице, остальное было разграблено. На территории монастыря происходили расстрелы и допросы, храм был переоборудован в магазин, а в кельях поселились гвардейцы. Историк Николай Розанов писал:

Игуменье позволили жить на паперти, через несколько дней дали келью. Церковь заперли, никого в неё не пускали. Через несколько дней прислали парчовые ризы и прочее нужное для службы, дозволили служить. Службу совершал монастырский священник Андрей Герасимов.
 Колокольня монастыря оповестила жителей об уходе армии Наполеона из Москвы, а в храме прошёл первый молебен Христу Спасителю.
В 1817 году монастырь посетила императрица Мария Фёдоровна и пожертвовала драгоценную бирюзу, осыпанную бриллиантами, и крупную жемчужину для украшения ризы, которая находилась в соборе во имя Страстной иконы Божией Матери.
В 1841 году в монастырь принесли мощи великомученицы Анастасии Узорешительницы. Их поместили в серебряную гробницу, подаренную княжной Е. Д. Цициановой. Над гробницей находилась лампада, пожертвованная великим князем Михаилом Николаевичем.

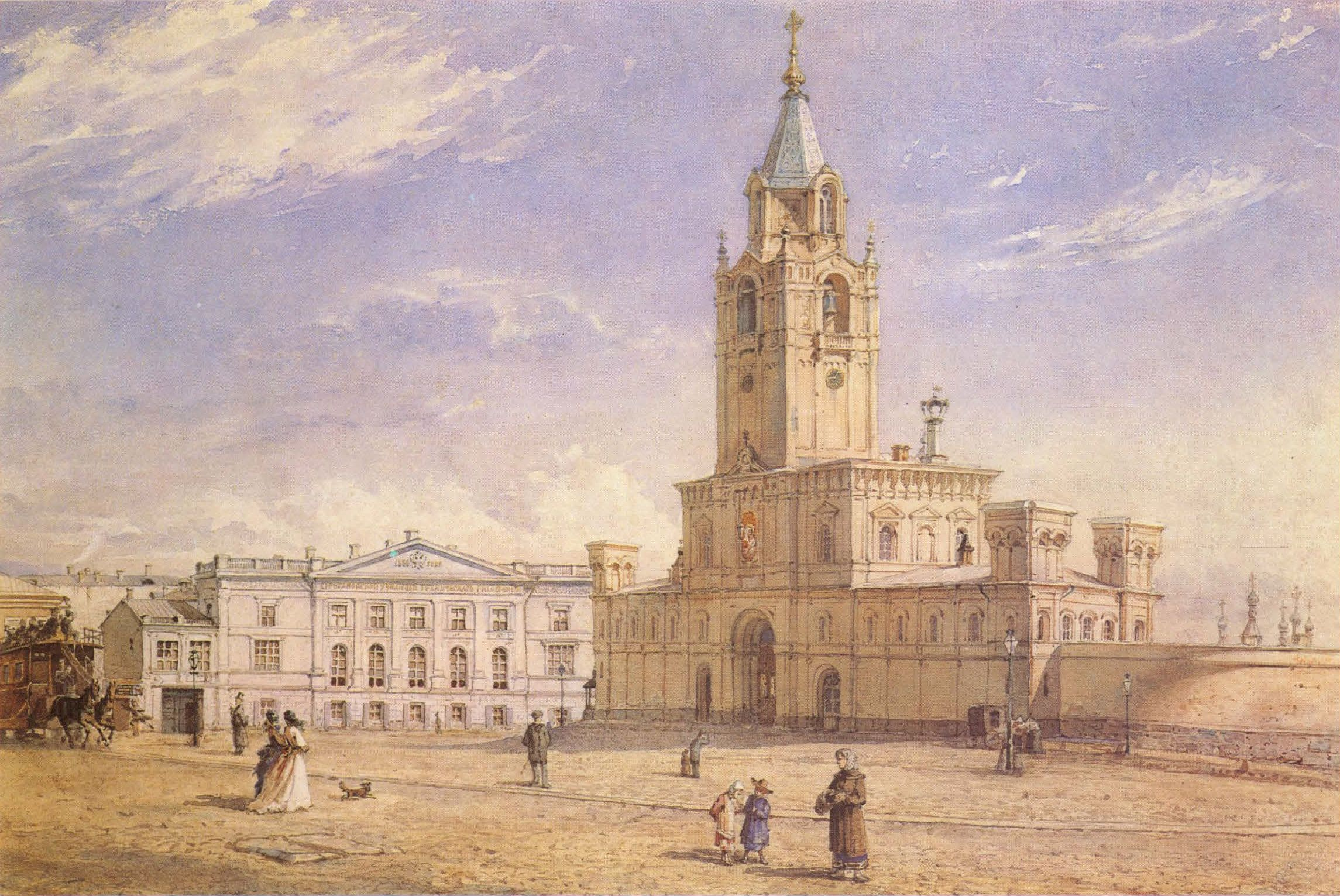
Страстной монастырь на акварели Фёдора Ясновского, 1877

В середине XIX века монастырь отреставрировали под руководством архитектора Михаила Быковского. Он заменил старую монастырскую колокольню новой с шатром и часами. В колокольне была устроена Церковь во имя святого Алексия Человека Божия и часовня для иконы Пресвятой Богородицы. Граф Алексей Толстой описывал это в письме к Александру II: 

На моих глазах, Ваше величество, лет шесть тому назад в Москве снесли древнюю колокольню Страстного монастыря, и она рухнула на мостовую, как поваленное дерево, так что не отломился ни один кирпич, настолько прочна была кладка, а на её месте соорудили новую псевдорусскую колокольню.
 Колокольня визуально связывала монастырь с Тверской улицей и представляла собой комплекс из ворот, ограды и боковых корпусов с башенками. Большой колокол Страстного монастыря в Пасхальную ночь первым откликался на благовест колокольни Ивана Великого, давая сигнал к праздничному звону всех московских колоколен. Иконы нового храма написал художник Василий Пукирев. Росписи алтаря и стен церкви выполнил художник Чернов. Интерьер храма украшали позолоченные капители и карнизы, резные хоры.

При игуменье Евгении в монастыре был создан приют для сербских и болгарских девушек, вывезенных с фронта Русско-турецкой войны. Их воспитывали до совершеннолетия, а затем на монастырские средства отправляли на родину.

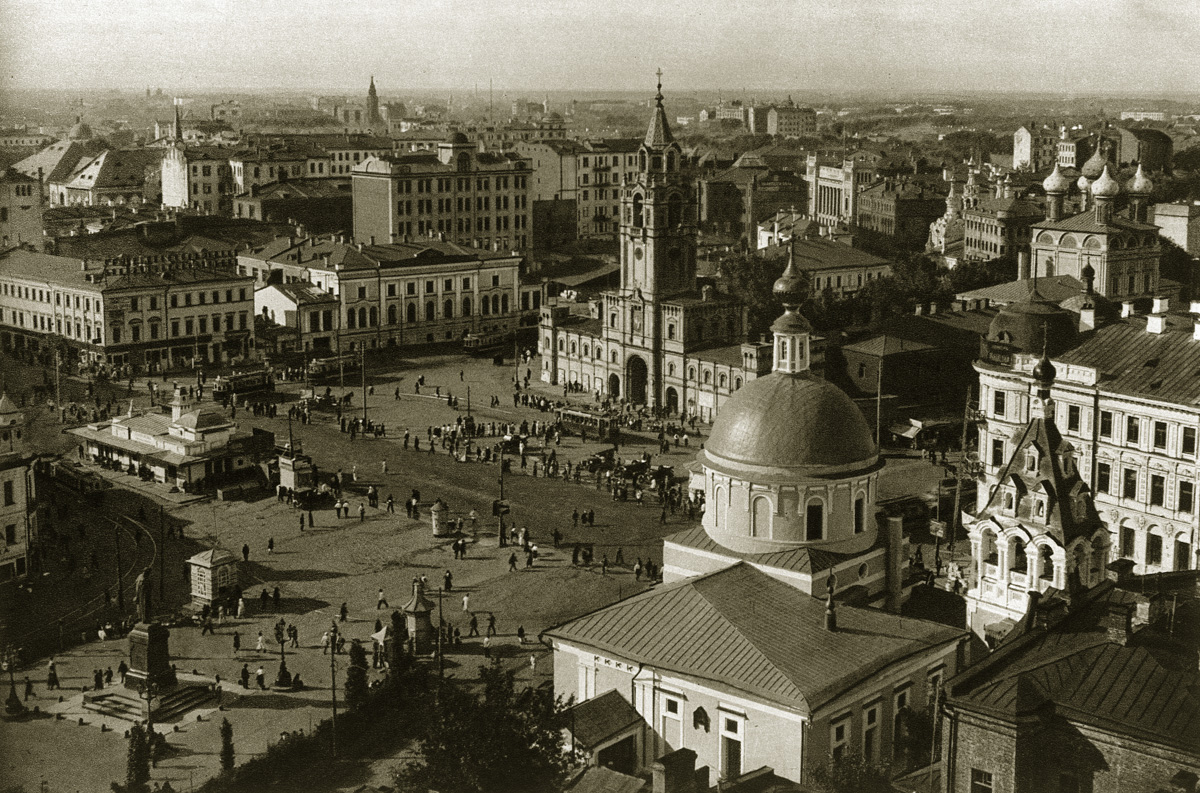
Страстная площадь в середине 1920-х годов

В 1885 году на колокольню установили новый колокол на пожертвования московских купцов Михаила Дмитриевича Орлова, С. П. Клюжина, В. В. Николаева и других. Колокол был отлит на заводе Самгина, весил 11 тонн 560 кг и был украшен изображениями Спасителя, Страстной иконы Богоматери, Святого Николая.
В 1894 году купец Михаил Орлов построил в монастыре каменное здание для монастырской церковно-приходской школы «Ксениевской». В ней воспитывалось до 50 девочек. В конце XIX века был возведён новый трапезный корпус, при котором устроили одноглавую церковь Антония и Феодосия Печерских. На 1897 год монастырские кельи вмещали до 300 сестёр. У северной стены находился двухэтажный корпус, где помещалась просфорня — цех производства просфор.
К 1907 году обитель владела 194 десятинами земли и получала из казны 337 рублей 43 копейки. В монастыре было 55 монахинь, 26 послушниц и игуменья. В 1913 году архитектором Леонидом Стеженским была построена монастырская гостиница с северо-восточной стороны территории монастыря — единственная сохранившаяся до наших дней постройка (Малый Путинковский переулок, 1/2). В это время в монастыре функционировали три храма: собор Страстной иконы Божией Матери, храм Алексия Человека Божия, храм Антония и Феодосия Печерских.

### После революции 1917 года

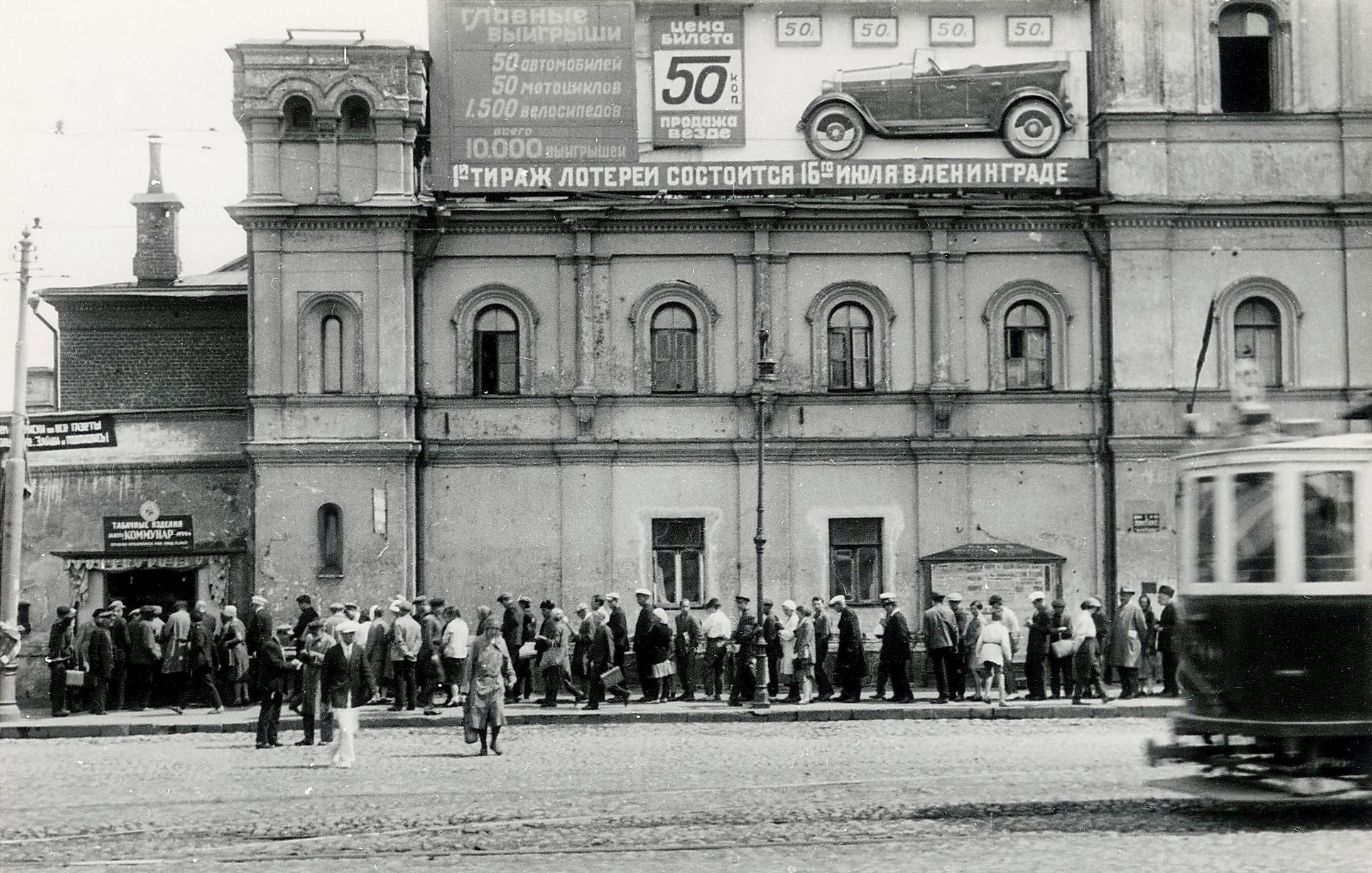
Рекламный плакат розыгрыша лотереи на колокольне монастыря, 1930

После революции в 1919 году монастырь был упразднён, однако до 1924 года на его территории ещё жили 204 монахини. В кельях устроили различные учреждения: с 1919 года в них находился Военный комиссариат; затем обитель заселили студенты Коммунистического университета трудящихся Востока. В 1928 году Москоммунхоз запланировал снос корпуса и стен монастыря, но вместо этого его помещения были переданы Центральному архиву. В том же году в монастыре разместили Центральный антирелигиозный музей Союза безбожников СССР. Колокольню использовали как информационную тумбу, где размещали лозунги, портреты, афиши. Так, в День печати её закрыли лозунгом: «Печать должна служить орудием социалистического строительства».
В 1931 году Страстная площадь была переименована в Пушкинскую и расширена до современных пределов. В 1937 году в процессе реконструкции улицы Горького и Пушкинской площади постройки Страстного монастыря были снесены трестом «Мосразбор». После сноса удалось сохранить Страстную икону Божией Матери, которая хранится в церкви Воскресения Христова в Сокольниках. На месте колокольни монастыря в настоящее время находятся кинотеатр «Пушкинский», сквер и памятник Александру Пушкину, перенесённый в 1950 году с Тверского бульвара.

## Современность

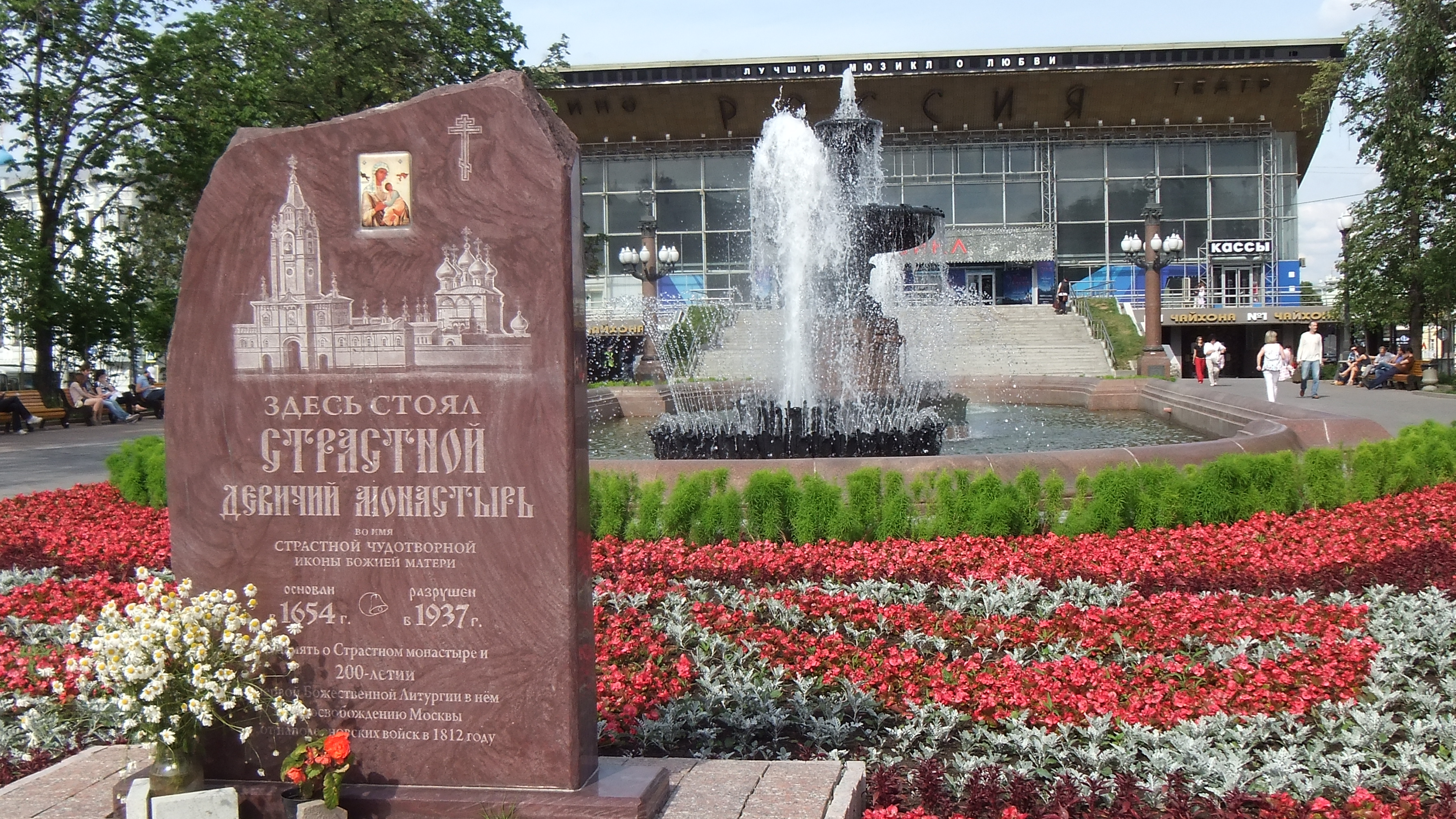
Пушкинская площадь, памятный знак. 2014 год

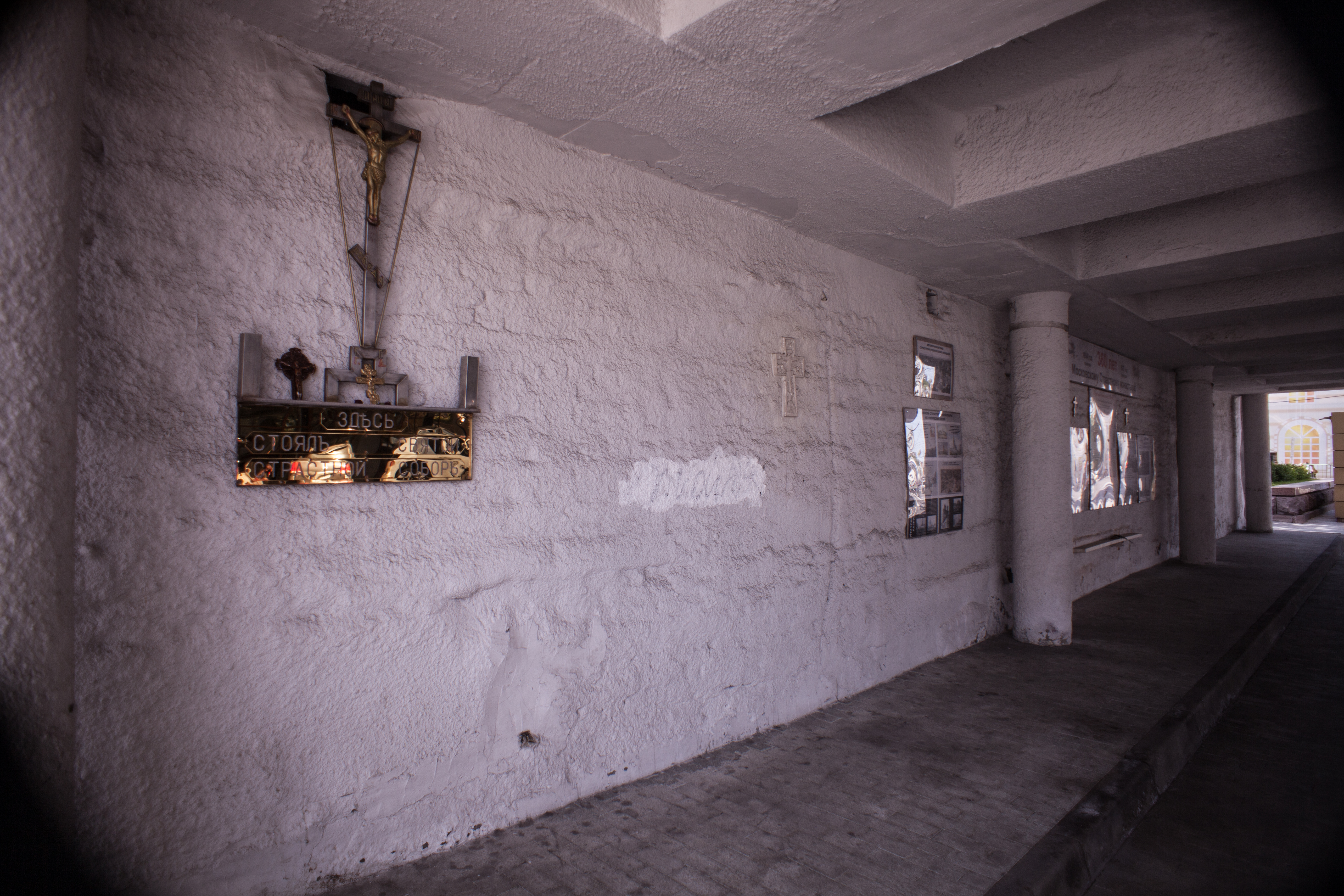
Мемориал на Страстном бульваре. 2015 год

В середине 2000-х годов городские власти объявили о реконструкции Пушкинской площади. На месте снесённого монастыря планировалось строительство подземного паркинга на тысячу автомобилей, но проект отменили.
С 2006 года общество «Бородино-2012» выступает с предложением восстановить монастырь. Проект «Старой Москвы», озвученный на экспертном общественном совете при главном архитекторе Москвы, предлагал перенести памятник Пушкина на прежнее место, воссоздать колокольню и восстановить Страстной собор в глубине сквера. Однако комиссия по монументальному искусству при Мосгордуме отклонила предложение.
Летом 2012 года на Пушкинской площади установили памятный знак, посвящённый монастырю. В 2014 году община Страстного монастыря собрала 90 тысяч подписей за его восстановление, но проект не был поддержан.
В 2016 году студенты, аспиранты и преподаватели исторического факультета МГУ под руководством профессора Леонида Бородкина создали виртуальную трёхмерную реконструкцию Страстного монастыря. В проекте, финансируемом грантом Российского научного фонда, приняли участие также приглашённые архитекторы, искусствоведы, археологи, специалисты архивного дела, реставраторы и программисты. Модель участвовала в выставке «Утраченная Москва в 3D моделях: Китай-город». В том же году археологи в ходе программы «Моя улица» нашли около 5 тысяч артефактов, среди которых ограда Страстного монастыря. Её законсервировали в грунт, а часть экспонатов показали на выставке «Тверская и не только» в Музее Москвы. До 2020 года планируется создать подземный музей на территории Кремля, где можно будет увидеть артефакты XII—XVIII веков.

## Церкви

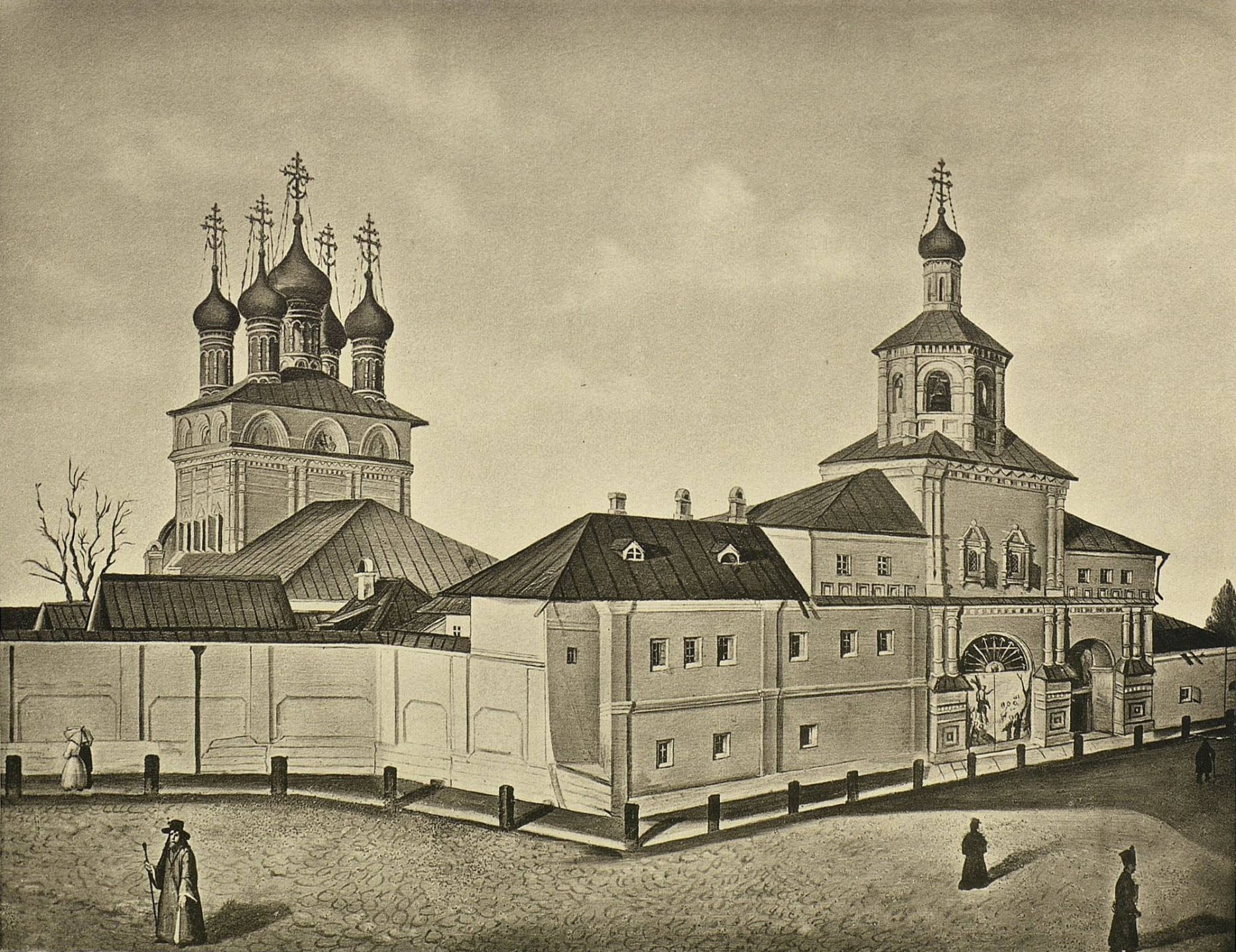
Страстной монастырь до 1855 г.

Собор Страстной иконы Божией Матери был построен в 1641—1646 годах и перестроен в 1778-м. Храм был двухэтажным, увенчанным пятью главами с крестами. При соборе находилось четыре придела:
- придел Нила Столобенского (наверху в боковой части галереи), устроенный в 1899 году вдовой протоиерея Нила Воронцова, служившего в соборе 46 лет.
- придел Архангела Михаила (внизу), освящённый в 1690 году. В нём погребены многие бояре из рода Плещеевых, Чаадаевых, князей Голицыных, Волконских.
- придел Николая Чудотворца, устроенный в 1692 году.
- придел святой великомученицы Анастасии Узорешительницы (на правой стороне в светлой галерее), освящённый митрополитом Филаретом в 1844 году после обновления архитектором Михаилом Быковским. Тут же у дверей покоилась её глава в раке.

К западной части храма примыкала трапезная, а в его стены были встроены надгробные плиты.
Церковь Алексия Человека Божия находилась на втором ярусе под колокольней, построенной Михаилом Быковским в 1849—1855 годах. В ней были иконостас в стиле ампир, хоры и алтарь, выходящий внутрь монастыря, на собор. Освящена в 1855-м митрополитом Филаретом.
Церковь Антония и Феодосия Печерских при монастырской трапезной была построена на средства Л. Г. Шишкова в 1898—1899 годах по проекту архитектора Вячеслава Жигардловича. Освящена 4 апреля 1899 года. Снесена, как и все постройки монастыря, в 1937-м.

## Игуменьи монастыря
- Наталия (Захарьева), 1655
- Романа, 1675—1676 и 1689—1690
- Иулия (Челищева), 1694—1704
- Евпраксия (Квашнина), 1705—1707
- Памфилия (Щербатова), 1708—1727
- Евпраксия (Рыкова), 1730—1736
- Маргарита (Карташева), 1736—1749
- Мария, 1749—1762
- Сапфира, 1762—1769
- Феофания, 1769—1779
- Евстолия (Муромцева), 1779—1784
- Аполлинария, 1784—1794
- Ольга (Зайцева), 1794—1799
- Мефодия, 1800—1808
- Доримедонта, 1809—1812
- Тавифа, 1812—1827
- Маргарита (Цветкова), 1827—1839
- Паисия (Нудельская), 1839—1845
- Паисия (Девлеткильдеева), 1845—1861
- Антония (Троилина), 1862—1871
- Валерия (Боде), 1871—1875
- Евгения (Озерова), 1875—1890[46]